# カルカソンヌ
カルカソンヌ (Carcassonne) は、フランス南部のオクシタニー地域圏ラングドック地方に属するオード県の県庁所在地である。カルカッソンヌとも表記する。
古代ローマ時代には要塞に囲まれた都市機能の基盤が形成され、中世にはさらに外側にもう一重の要塞が建設されて、この二重の防備が施された丘の上の城塞都市であるシテ(cité, またはville haute)を核として、オード川をはさんで展開した下街(ville basse)との二層の区域が合わさって発展した欧州最古の城塞都市である。
シテを覆う城塞は19世紀に建築家のウジェーヌ・エマニュエル・ヴィオレ・ル・デュクにより修復されており、シテは「歴史的城塞都市カルカソンヌ」の名で1997年にユネスコの世界遺産に登録された。約40人が暮らす。
街の名前カルカソンヌは、カール大帝がこの都市の攻略をあきらめ退散するときに、当時街を治めていたカルカス (Carcas) が勝利の鐘を鳴らした (sonner) ことに由来するという伝説がある。またこのときに篭城した市民が家庭に残っていた食材である豆、雑穀、豚や腸詰や鴨などの鳥獣肉を持ち寄りまとめて大鍋に入れ煮込んだものがカルカソンヌの名を冠したカスールという鍋料理：カスレのルーツになったと言われている。

## 人口統計
| 年     | 人口    |
| ------ | ------- |
| 1962年 | 40897人 |
| 1968年 | 43616人 |
| 1975年 | 42154人 |
| 1982年 | 41153人 |
| 1990年 | 43470人 |
| 1999年 | 43950人 |
| 2008年 | 47634人 |
| 2013年 | 46724人 |

参照元:1962年から1999年までは複数コミューンに住所登録をする者の重複分を除いたもの。それ以降は当該コミューンの人口統計によるもの。1999年までEHESS/Cassini、2004年以降INSEE。

## スポーツ
他の南部フランス地域と同様、ラグビーが盛んである。
- USカルカソンヌ - 1925年創立のラグビークラブ。現在は2部リーグに所属している。

## 防衛拠点
Cinq fils de Carcassonne（カルカソンヌの5人息子）と呼ばれる難攻不落の支城を持つ。
1. アギラール城
2. ペルペルテューズ城（フランス語版）
3. ピュイローランス城
4. ケリビュス城
5. テルム城

## ギャラリー

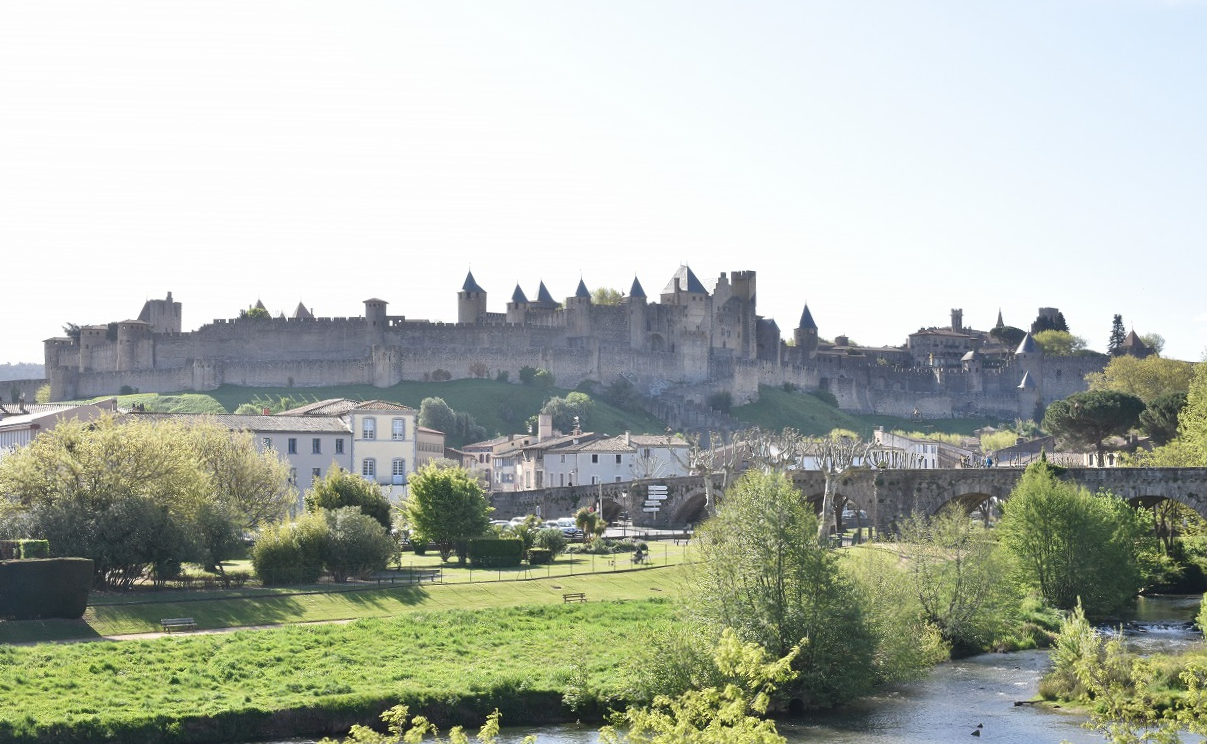
ヌフ橋から見た城塞
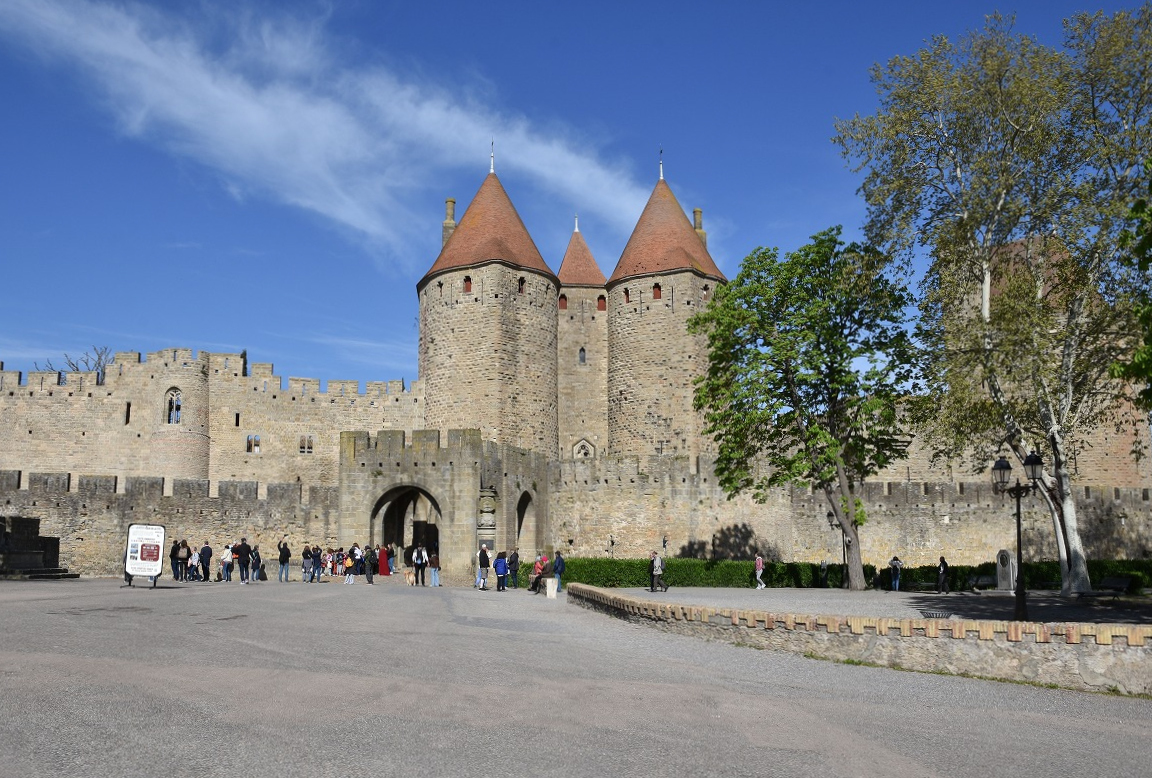
城塞の入口
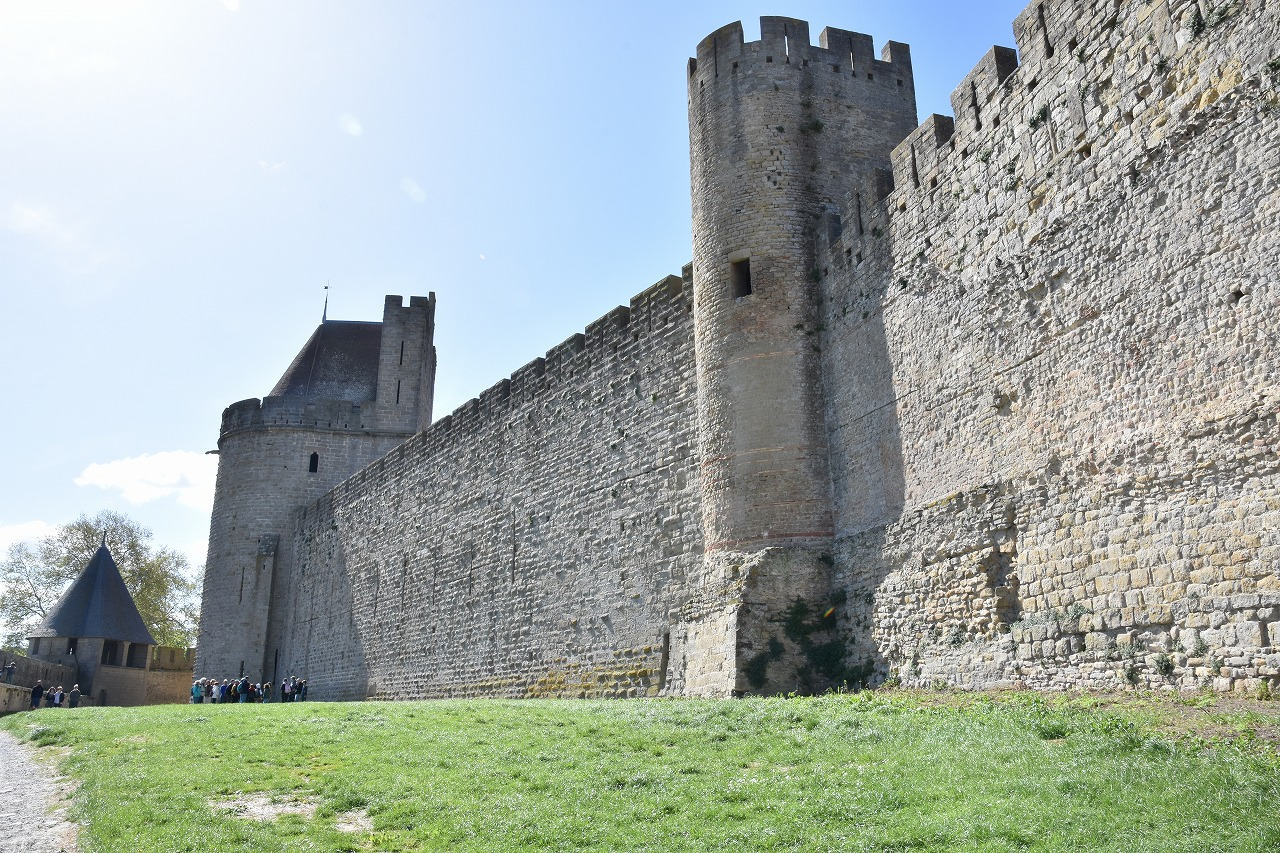
城壁の一部。城壁は全長3kmに及ぶ。
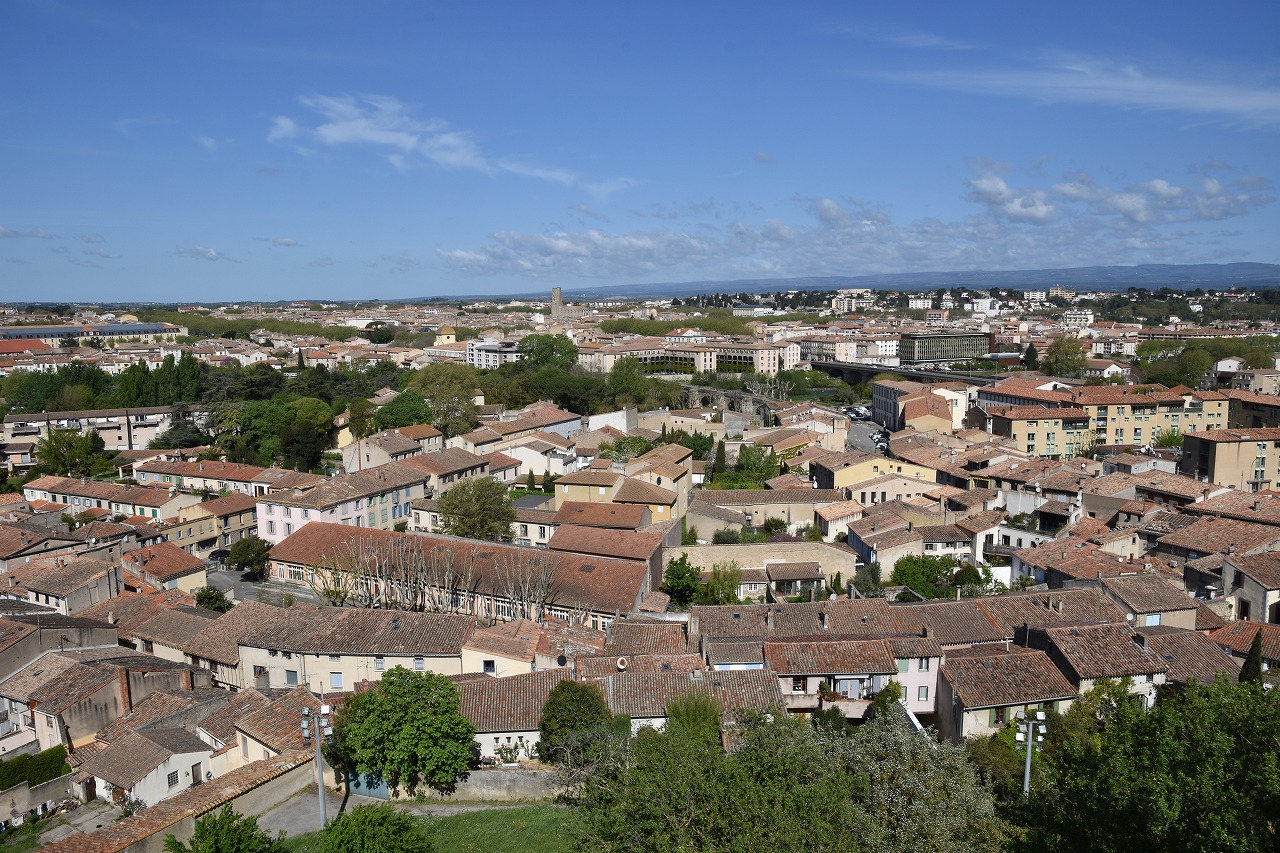
城壁の上から見た カルカッソンヌ市街
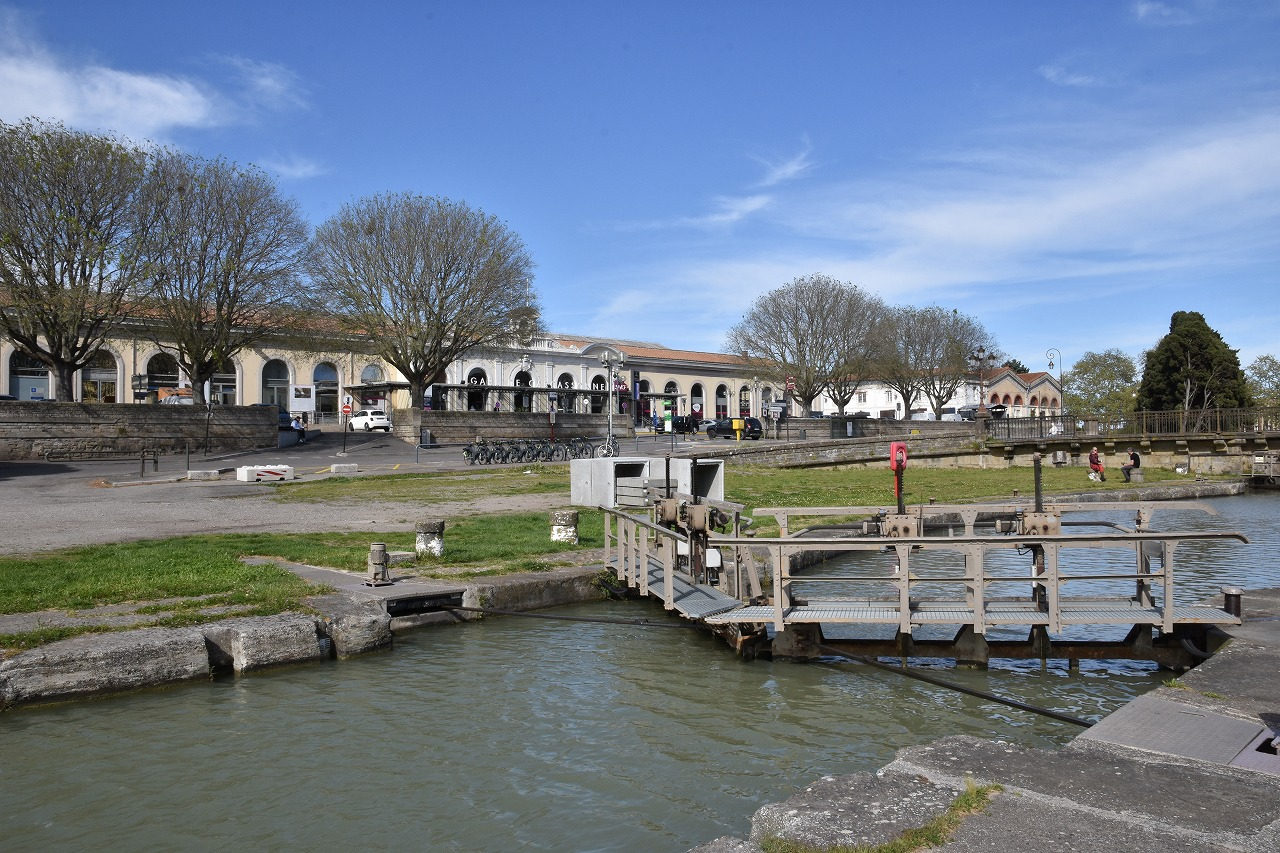
SNCFカルカッソンヌ駅。手前はミディ運河で、ボートクルーズができる。